# Rối loạn nhân cách ám ảnh cưỡng chế
Rối loạn nhân cách ám ảnh cưỡng chế (tiếng Anh:obsessive-compulsive personality disorder - OCPD) là một trạng thái không bình thường của nhân cách, có đặc tính là sự quan tâm quá mức tới những chi tiết, quy tắc, sắp xếp trật tự và hoàn hảo. Mặt khác lại rất sợ phạm sai lầm, hay nghiền ngẫm và thích lý luận suông, hệ quả là không dám làm và hay lưỡng lự. Về cảm xúc thường đè nén, trở ngại trong giao tiếp, thiếu khôi hài, cởi mở. Khi thương lượng với người khác thường cứng nhắc. Đây là một dạng trong nhóm bệnh rối loạn nhân cách.

## Tiêu chuẩn chẩn đoán
Rối loạn nhân cách ám ảnh cưỡng chế được phân loại trong DSM (Cẩm nang Chẩn đoán và Thống kê Rối loạn tâm thần của Mỹ) nhưng trong ICD thì không. Bệnh thường khởi phát vào thời điểm đầu trưởng thành trong nhiều hoàn cảnh khác nhau và có ít nhất 4 trong các biểu hiện dưới đây:
1. Quan tâm quá đáng tới các chi tiết, quy tắc, sơ đồ kế hoạch tới mức xao lãng cả mục tiêu và hoạt động chính.
2. Cầu toàn tới mức làm chậm hoặc không hoàn thành được công việc (những mục tiêu đặt ra quá chi tiết tới mức không thể hoàn thành nổi).
3. Thu hút vào công việc đến mức hy sinh thú vui và bạn bè (trừ trường hợp phải hy sinh vì gánh nặng kinh tế)
4. Quá quan tâm, tỉ mỉ và cứng nhắc đối với các vấn đề đạo đức, giá trị (trừ trường hợp bản thân là người hoạt động văn hóa, tôn giáo)
5. Không thể vứt bỏ các đồ vật đã dùng qua hoặc không còn sử dụng được nữa, thậm chí chúng vô giá trị cả về giá trị tình cảm.
6. Khó cùng làm việc hoặc hoàn thành công việc chung với người khác nếu người này không tuân thủ các cách làm của bệnh nhân.
7. Hà tiện cả tiền của mình lẫn của người khác: đối với họ tiền là để phòng thân cho những bất trắc trong tương lai.
8. Cứng nhắc và ương bướng.

## Dịch tễ học
Ước tính khoảng 1% dân số chung và từ 3-10% trong khám tâm thần. Tỷ lệ nam mắc cao hơn nữ.